# جوزپه رینالدی
جوزپه رینالدی (ایتالیایی: Giuseppe Rinaldi؛ ۱۴ سپتامبر ۱۹۱۹ – ۱۵ دسامبر ۲۰۰۷) بازیگر، صداپیشه و مدیر دوبلاژ اهل ایتالیا و یکی از بزرگترین دوبلورهای عصر خود بود.
از فیلم‌ها یا برنامه‌های تلویزیونی که وی در آن نقش داشته‌است، می‌توان به ۱۹۰۰، مهاجران و نامزد اشاره کرد.